# 日本音楽家協会
日本音楽家協会（にっぽんおんがくかきょうかい、英: Nippon Musicians Association）は、ポピュラー・ジャズ系のミュージシャン・演奏家の団体。正式名称は社団法人日本音楽家協会。略称は日音協。2012年に破産した。
デキシーランドジャズジャンボリーやJAZZ DAYなどの公演会の開催のほか、社団法人日本芸能実演家団体協議会の設立に参画して著作隣接権の拡充に取り組んでいた。
初代会長は紙恭輔。ジョージ川口、笈田敏夫、松本英彦、世良譲らジャズ界の著名なミュージシャンが役員を務めた。破産時の会長は、石井一参議院議員。

## 沿革
- 1948年2月12日、東京都認可の社団法人としてニッポンミュージシャンズユニオン設立[1]。
- 1951年7月1日、日本音楽家連合会を併立[1]。
- 1970年7月11日、日本音楽家連合会を解散[1]。
- 1975年2月20日、東京都所轄から文部省所轄の社団法人に移行[1]。
- 1978年2月9日、名称を社団法人日本音楽家協会に改称[1]。
- 2006年9月1日、会員に配分するはずの著作権料約1億3200万円が事業費用などに流用されていたと報道される[2]。
- 2012年6月1日、東京地裁より破産手続開始の決定を受ける[3]。

## 注
1. 1 2 3 4 5  団体案内日本音楽家協会サイト Archived 2010年1月3日, at the Wayback Machine.
2. ↑  共同通信2006年9月1日
3. ↑  東京商工リサーチの記事